# 3М8
КС-40 (індекс ГРАУ — 3М8, за класифікацією НАТО — SA-4A) — радянська зенітна керована ракета зенітного ракетного комплексу 2К11 «Круг».

## Історія створення
Розробка ракети для ЗРК 2К11 «Круг» було розпочато у Свердловському ОКБ-8 під керівництвом Л. В. Люльєва. Розробкою бортової апаратури 1СБ7 займалося конструкторське бюро НДІ-20 під керівництвом М. Я. Хітрова. У 1960 році було проведено кидкові запуски. До перших тестових випробувань ЗРК 2К11 ракета готова була, тому запускалися ракети В-750 зі складу ЗРК С-75. До 1962 основні проблеми, що перешкоджають використанню ракети були усунені, далі ЗУР 3М8 проходила випробування у складі зенітно-ракетного комплексу.

## Опис конструкції
Зенітна керована ракета 3М8 призначена для використання у складі ЗРК 2К11. Ракета 3М8 має дві ступені. Двоступінчаста конструкція обумовлена неможливістю роботи маршового двигуна за низьких швидкостей. У другому ступені розташований маршовий прямоточний повітряно-реактивний двигун 3Ц4. У центральній частині ступеня розташована осколково-фугасна бойова частина 3Н11, масою 150 кг, з радіопідривником 3Е26 та балоном повітряного акумулятора тиску. Як окислювач використовується повітря, в баках розміщений гас загальною масою 270 кг, і ізопропілнітрат масою 27 кг. Повна вага другого ступеня становить близько 1400 кг. На першому ступені знаходяться стартові твердопаливні ракетні двигуни 3Ц5 із зарядами 4Л11, що складаються з балістичного твердого палива РСІ-12К, для розгону до Маха 1,5…2. Маса кожного заряду становить 173 кг.
Управління виконується поворотними крилами, розміщеними за Х-подібною схемою. Крила повертаються в діапазоні 28° за допомогою гідропневматичного приводу. За ±подібною схемою розміщені стабілізатори. Компонування другого ступеня з поворотним крилом забезпечує створення достатньої тяги для зльоту ракети при кутах підвищення пускової установки від 10° до 60°. Ракета дозволяє вражати цілі на відстані від 11 до 45 км при висоті від 3 до 23,5 км. У модифікованих версіях зона поразки була розширена за максимальною дальністю до 50 км, а за висотою враження — до 24,5 км, крім того, з'явилася можливість вести стрільбу за цілями навздогін на дальності до 20 км. Мінімальні межі запуску ЗКР також були зменшені за дальністю до 6-7 км, а за висотою — 150 метрів.

## Модифікації

### Круг-М
На базі ЗКР 3М8 розроблялася універсальна ракета для боротьби не лише з літаками, а й з балістичними ракетами. У конструкцію ракети були додані елементи ГСН від ЗКР 3М9, а також встановлена нова бойова частина з спрямованою дією. ЗКР була здатна вражати балістичні ракети на відстані до 150 км. Однак у зв'язку з початком розробок комплексу С-300В роботи в цьому напрямку були згорнуті. Найменування «Круг-М» згодом отримала модернізована версія протилітакового ЗРК 2К11М.

### КС-42
Корабельна версія ракети 3М8 для ЗРК М-31 морського базування. Характеристики відповідали базовому варіанту.

### Ракета-мішень
У 1994 році була продемонстрована радіокерована ракета-мішень 9М316М «Віраж».